# Gare de Moerbeke-Waes
La gare de Moerbeke-Waes (en néerlandais : station Moerbeke-Waas) est une ancienne gare ferroviaire belge des lignes 77, de Saint-Gilles-Waes à Zelzate et 77A, Moerbeke-Waes à Lokeren située sur le territoire de la commune de Moerbeke, dans la province de Flandre-Orientale en Région flamande.
Mise en service en 1867 sur le chemin de fer concédé de Lokeren à la frontière des Pays-Bas et prolongée par le chemin de fer d'Eecloo à Anvers au début des années 1870, elle ferme aux voyageurs en 1960. Une section de la ligne reste ouverte jusqu'en 2008 pour la desserte de la sucrerie de Moerbeke-Waes avant que les voies ne soient démontées en 2013. La commune a installé une bibliothèque et une salle commune dans l'ancien bâtiment de la gare, qui date de 1910.

## Situation ferroviaire
Établie à 3 m d'altitude, la gare de Moerbeke-Waes était située au point kilométrique (PK) 15.5 de la ligne 77, de Saint-Gilles-Waes à Zelzate entre les gares de Klein-Sinaai et de Wachtebeke,. Elle constituait aussi le PK final (9.0) de la ligne 77A, de Lokeren à Moerbeke-Waes, étant située après la gare d'Eksaarde.

## Histoire
La station de Moerbeke est mise en service le 5 mai 1867 par la Compagnie du chemin de fer de Lokeren à la frontière des Pays-Bas, lorsqu'elle ouvre à l'exploitation la ligne de Lokeren à Zelzate. Ce chemin de fer a pour vocation d'offrir un débouché vers les Pays-Bas au Chemin de fer Dendre-et-Waes, dont le réseau à voie normale aboutissait alors à Lokeren sur le chemin de fer, à voie étroite, d'Anvers à Gand.
La même année, cette compagnie et celle du Chemin de fer d'Eecloo à Anvers — concessionnaire d'une ligne dont la construction n'avait pas encore débuté — sont intégrées à la Société générale d'exploitation de chemins de fer (SGE). Cette dernière regroupe de nombreuses compagnies belges et confie la construction des lignes non achevées à la Compagnie des Bassins houillers du Hainaut. C'est notamment le cas de la ligne Eeklo - Anvers ainsi que du prolongement de la ligne de Lokeren jusqu'aux Pays-Bas ; cette dernière ne sera jamais réalisé au-delà d'Assenede. La Société du chemin de fer de Gand à Terneuzen, dont la ligne passe par Zelzate, a également pris part au réseau de la SGE. La mise en service du tronçon transfrontalier de Zelzate à Terneuzen aura également lieu en 1869.
Ce regroupement de chemins de fer privés s'accompagne d'une simplification du tracé des lignes encore à construire : le chemin de fer venant d'Eeklo se dirige jusqu'à la gare d'Assenede, emprunte la ligne déjà construite par la Compagnie de Lokeren jusqu'à Moerbeke-Waes, d'où il doit se poursuivre en direction d'Anvers. La reprise par l’État belge de 601 km de concessions ferroviaires de la SGE en l'échange de la construction de nouvelles lignes pour l'État n'a pas d'impact pour les concessions ferroviaires rayonnant autour de Zelzate : la SGE conservant sa mainmise sur la majorité des lignes de Flandre.
Les Bassins Houillers livrent à l'exploitation la section d'Eeklo à Assenede le 15 avril 1871. Elle sera prolongée par la section de Moerbeke à Saint-Gilles-Waes, que la Compagnie du chemin de fer d'Eecloo à Anvers mettra en service le 15 octobre 1873, faisant de Moerbeke-Waes un nœud ferroviaire.
Cependant, la ligne n'atteindra jamais Anvers ; les Bassins houillers accumulant les retards et manquant de plus en plus de liquidités. En 1877-1878, la mauvaise gestion financière de Simon Philippart provoque la faillite des Bassins houillers, entraînant dans sa chute ce qu'il reste de la SGE, qui est alors dissoute. Certaines des compagnies constituantes reprennent leur indépendance — c'est le cas du Gand-Terneuzen — tandis que les sociétés d'Anvers-Eecloo et Lokeren négocient un rachat par l'Administration des chemins de fer de l'État belge. La gare de Moerbeke devient une station de l’État belge le 1er juillet 1878.
En 1896, la reprise par l’État du chemin de fer de Gand à Anvers (rive gauche) et sa mise à écartement normal rendra possible les transports de marchandises jusqu'à la rive de l'Escaut opposée à Anvers mais ce chemin de fer d'Anvers à Gand, au trajet plus rectiligne, s'imposera face au trajet par Eeklo.
Moerbeke-Waes générera néanmoins un trafic important grâce à la sucrerie de Moerbeke-Waes, installée depuis 1867 en face de la gare et alimentée par trains complets.
Le tracé de la ligne construite en 1867 plaçait le bâtiment de la gare en amont de la bifurcation avec la ligne vers Saint-Gilles-Waes. En 1910, l'Administration des chemins de fer de l'Etat belge consent à le remplacer par un nouvel édifice mieux positionné, à la croisée des deux lignes. La gare de 1867 restera néanmoins utilisée comme bâtiment de service ; elle apparaît toujours sur des vues aériennes en 1952.
De 1918 à 1928, la destruction par les Allemands du pont de Zelzate sur le canal Gand-Terneuzen met fin au trafic en direction de Zelzate, contraignant les voyageurs à descendre de leur train en gare de Zelzate-Canal, sur la rive droite, pour rejoindre par la route la gare de Zelzate se trouvant par la rive gauche. Le pont est à nouveau dynamité en 1940 et ne sera jamais reconstruit. Les trains venant d'Eeklo auront dès lors leur terminus en gare de Zelzate sur la ligne de Gand à Terneuzen tandis que Zelzate-Canal reprend du service jusqu'à l'arrêt des circulations sur la ligne 77 en 1952. À partir l'année suivante, la fermeture d'une partie de la ligne 77 (entre Saint-Gilles-Waes et Kemzeke) fait de la ligne 77A le seul accès au nœud ferroviaire de Moerbeke.
Sur la ligne 77A, le trafic des voyageurs se maintient plus longtemps. Les trains de Lokeren à Moerbeke-Waes étant supprimés le 29 mai 1960.
Au milieu des années 1960, le canal Gand-Terneuzen est élargi et déplacé vers la gauche à la sortie de Zelzate. C'est désormais la ligne 55A qui est coupée en deux tandis que l'accès à Zelzate par la ligne 77 est rétabli, l'ancien canal ayant été comblé. Au lieu de bâtir un pont sur le nouveau canal, la SNCB fait construire la ligne industrielle 204 vers Gand (en rive droite).
Au bout de quelques années, la ligne 204 devient le nouvel itinéraire d'accès à la sucrerie de Moerbeke-Waes. La ligne 77A est démontée en 1975, tout comme ce qu'il restait de la ligne 77 entre Moerbeke et Kemzeke. Seule est conservée la section menant à la bifurcation avec la ligne 204, près de l'usine sidérurgique SIDMAR (nl).
Le trafic sucrier (transport de betteraves et de sucre raffiné) perdure jusqu'à la fermeture de l'usine en 2008. Les rails sont retirés en 2013 et la sucrerie est démolie à la même époque.

## Patrimoine ferroviaire
Le bâtiment des recettes démoli après 1950 correspondait aux dispositions des gares du Chemin de fer de Lokeren à la frontière des Pays-Bas. Similaire à l'origine aux gares d'Eksaarde et Wachtebeke, toutes deux démolies, il présentait aussi des ressemblances avec plusieurs stations du chemin de fer Gand-Terneuzen. Sa disposition était de deux pavillons à toiture transversale (de hauteur égale à Moerbeke) encadrant une aile basse plus étroite côté voie dont le toit, en se prolongeant jusqu'aux façades des pavillons latéraux, servait de marquise aux voyageurs attendant leur train,.
Celui de 1910 est classé depuis 1996 au patrimoine architectural flamand. Après plusieurs années d'abandon, il a été restauré en 2012 et abrite la bibliothèque communale ainsi qu'un espace partagé.
De dimensions relativement modestes, grâce au report des locaux de service et du service des marchandises dans la gare d'origine, cet édifice à la façade avant symétrique s'articule autour d'une aile à étage abritant une salle d'attente éclairée côté rue par un large arc en plein cintre vitré surplombant la porte, avec deux ailes de deux travées à l'aspect plus sobre. La toiture du côté de la ligne de Lokeren se termine par une croupe, alors qu'elle est à deux pans avec un mur-pignon du côté du passage à niveau avec la ligne vers Saint-Gilles-Waes ; l'aile plus étroite de ce côté est prolongée par un raccord en « L ». L'arrière du bâtiment possédait une marquise métallique et vitrée, disparue de longue date, et se prolonge désormais par un édifice moderne en partie transparent qui accueille la bibliothèque.
Un locotracteur Deutz, qui était chargé de manœuvrer les wagons au sein de l'usine, a été placé en monument devant la gare.
Près de l'entrée se trouve depuis 2012 une statue de Meneer Pheip (nl), personnage de la BD Néron créée par Marc Sleen. Ce dernier avait puisé l'inspiration du personnage de Pheip dans le patron de la sucrerie et bourgmestre de Moerbeke. On peut d'ailleurs apercevoir la gare et la sucrerie dans l'album de zwarte voeten où ce personnage de bourgeois fransquillon fait son apparition.

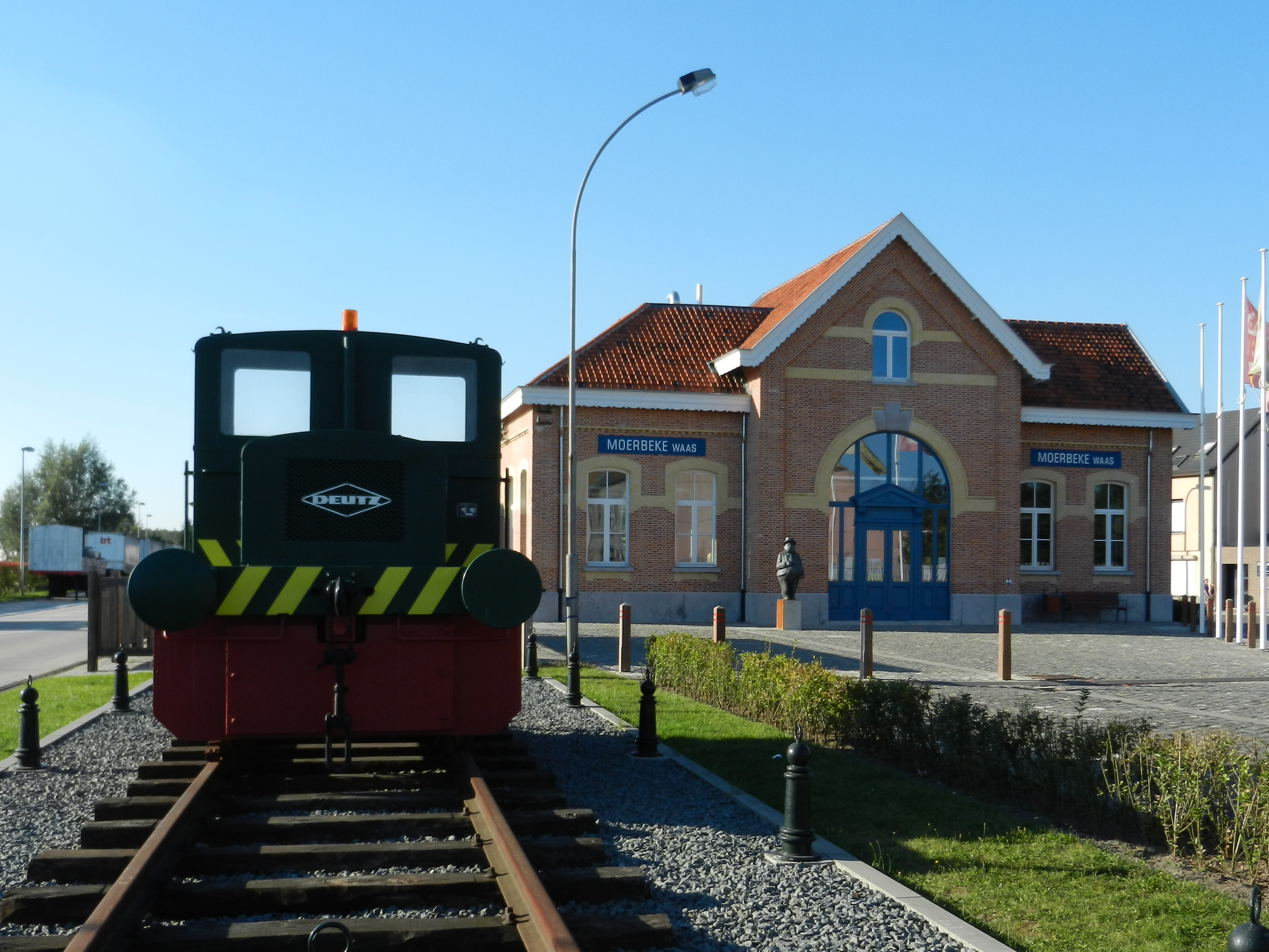
La gare et le locotracteur.
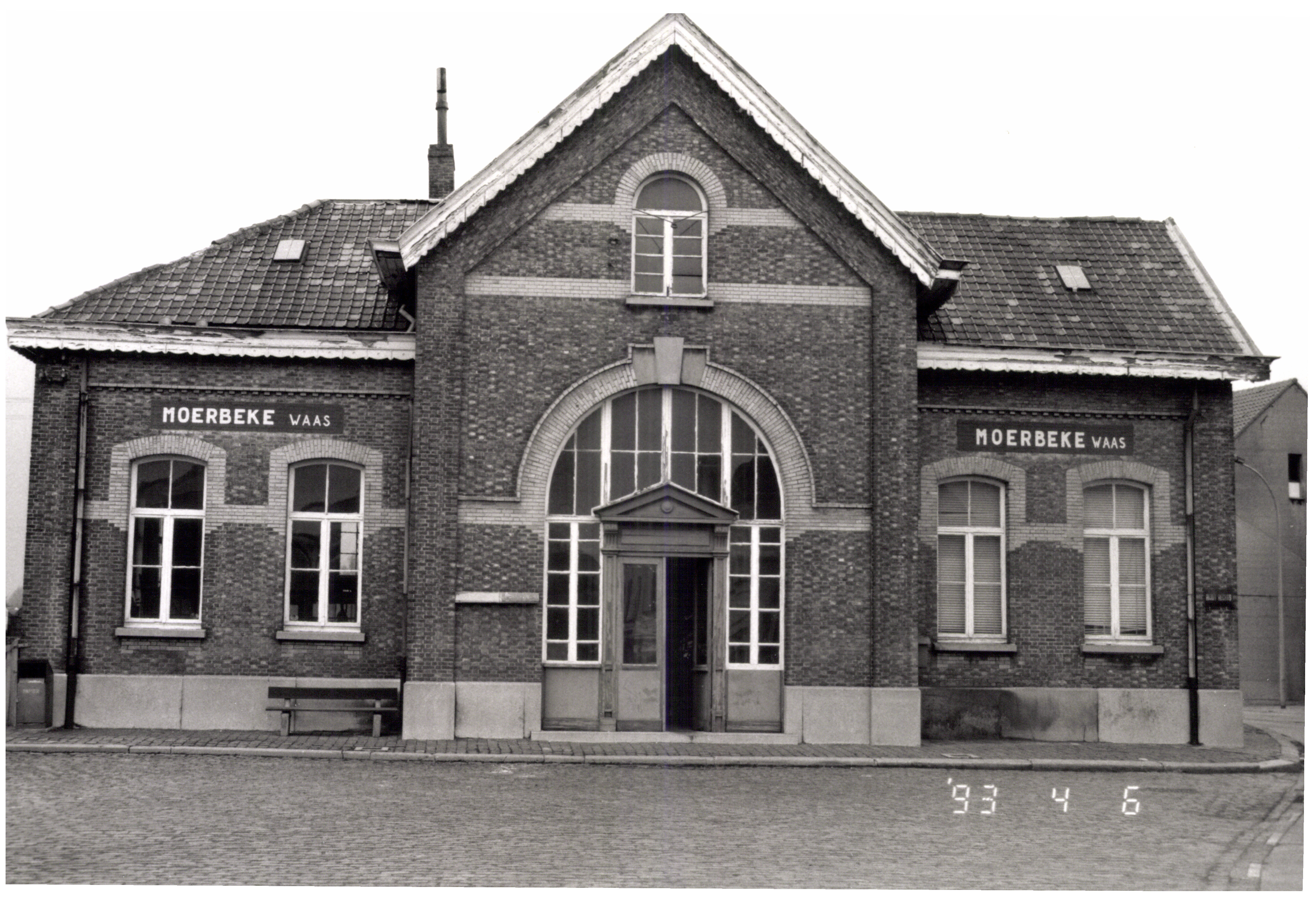
Façade côté rue en 1993.
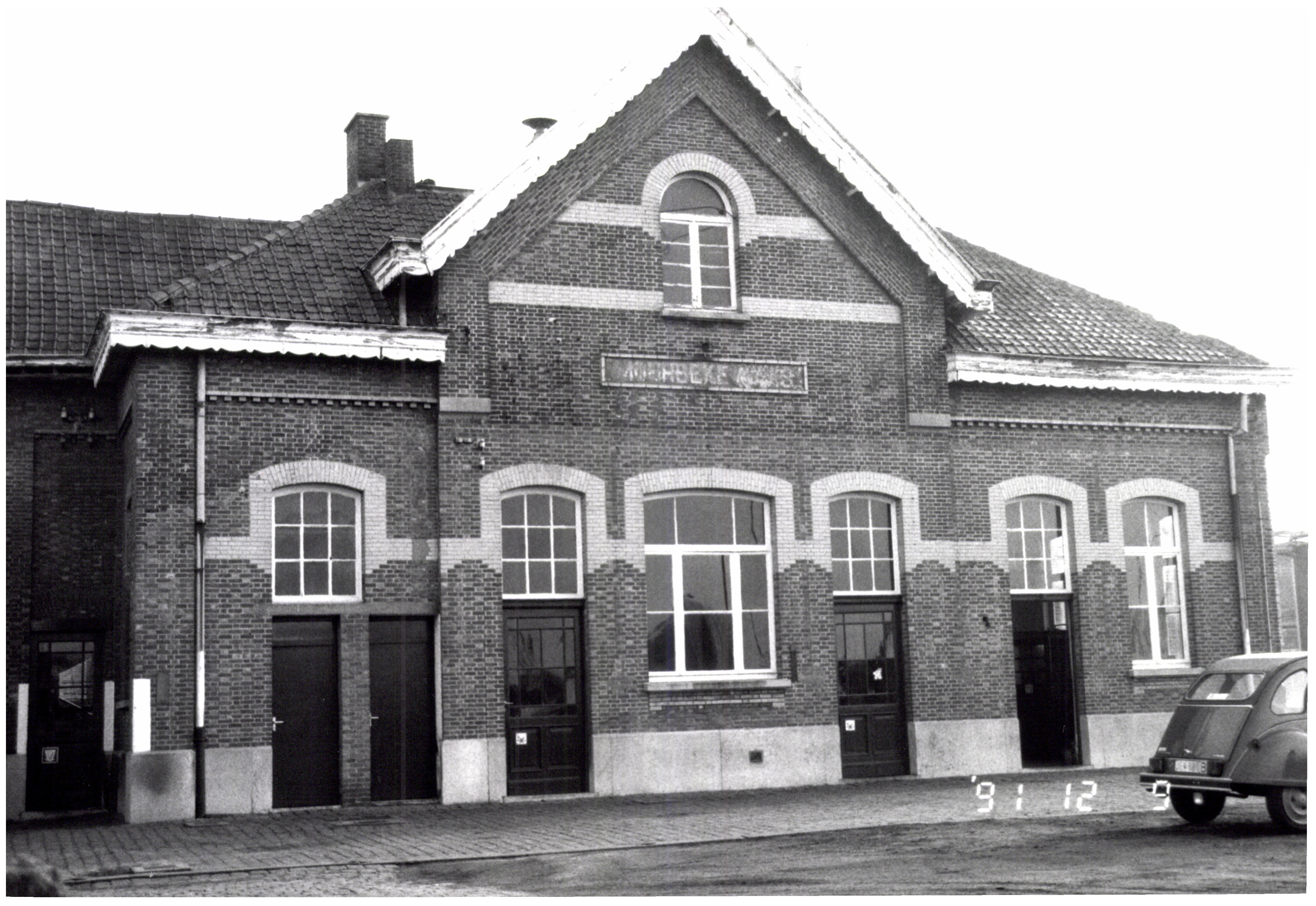
Façade donnant sur la jonction entre les deux lignes.
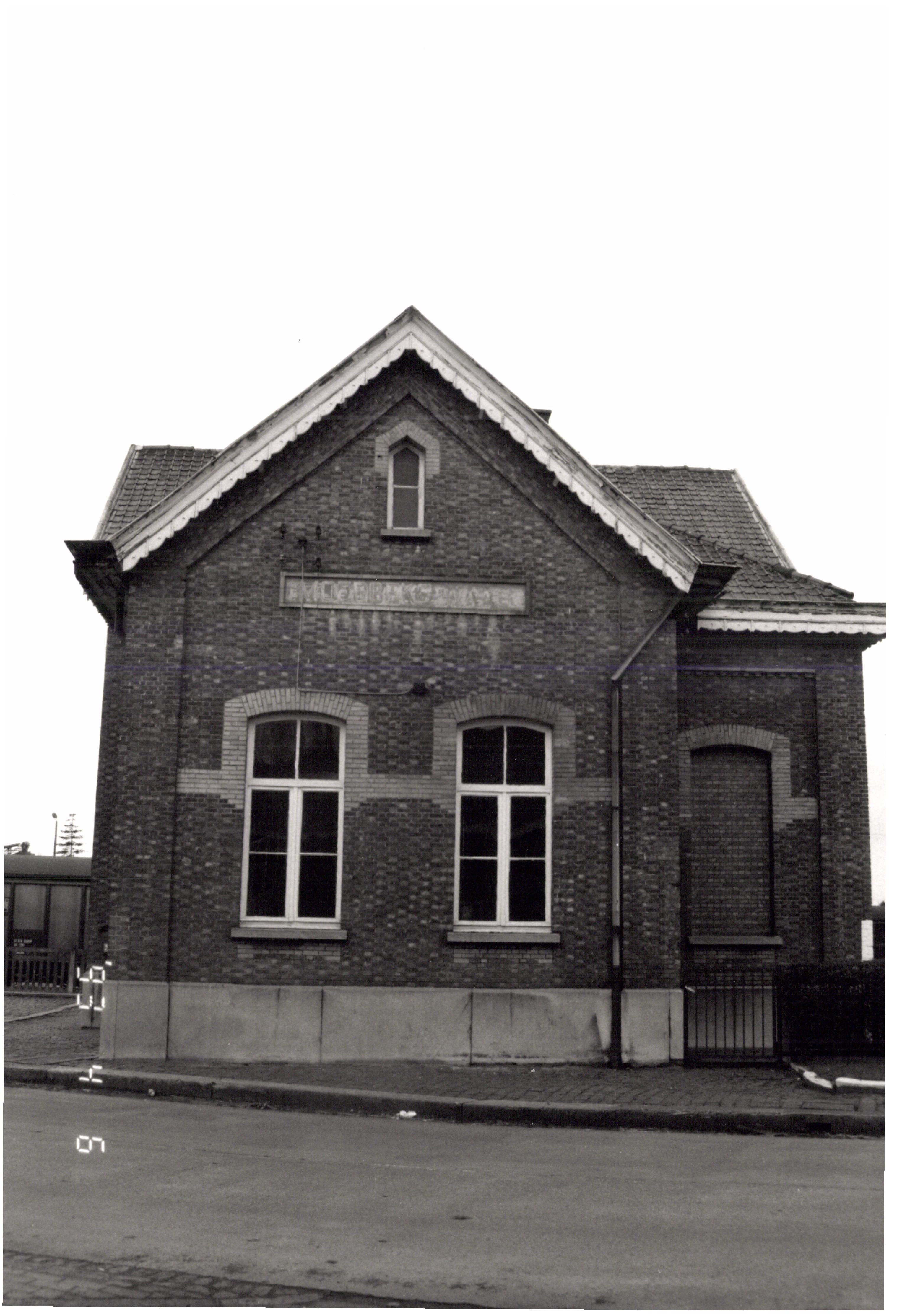
Vue latérale.
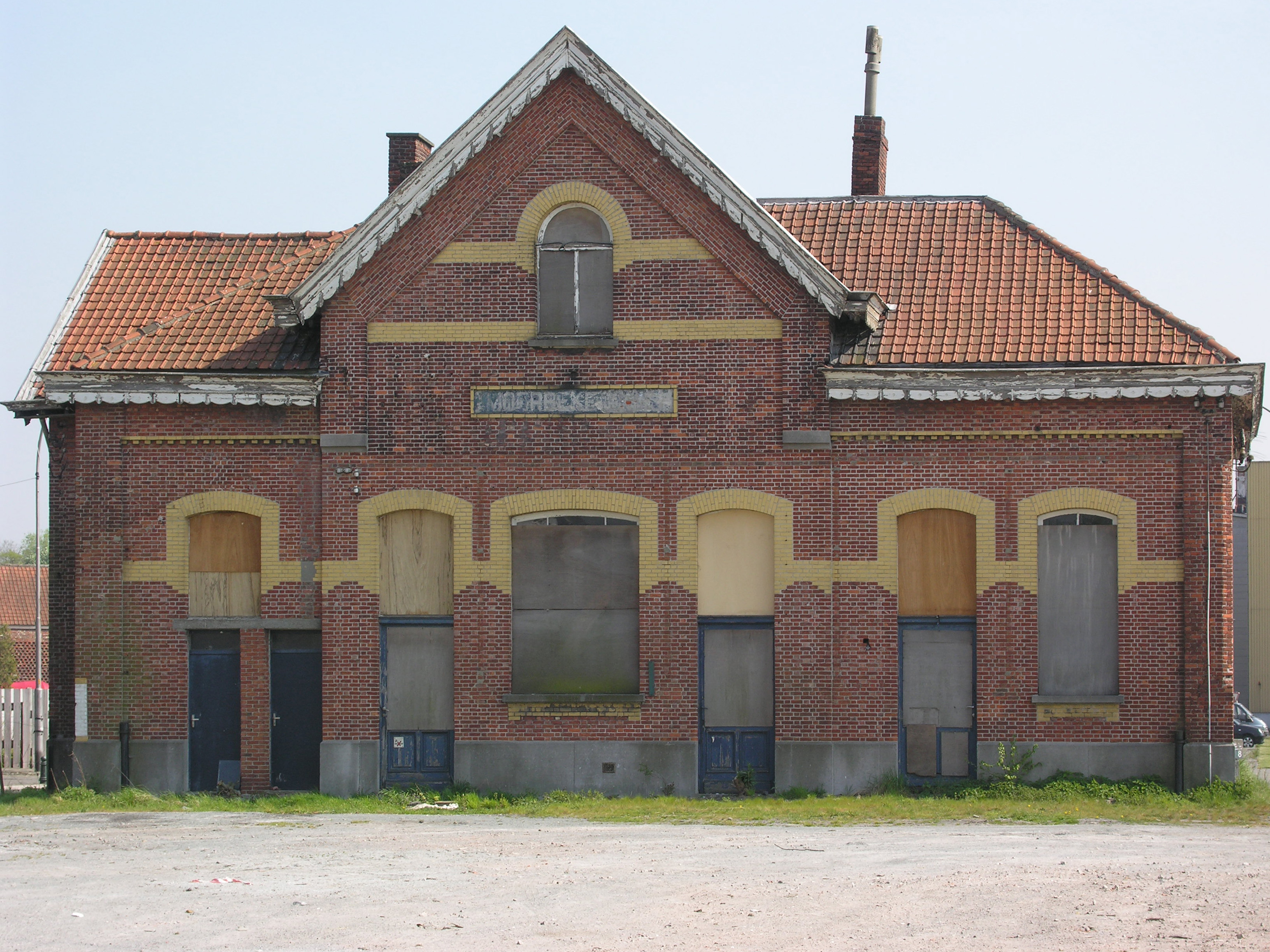
En 2007, avant la rénovation.